# Kościół św. Mikołaja w Toruniu

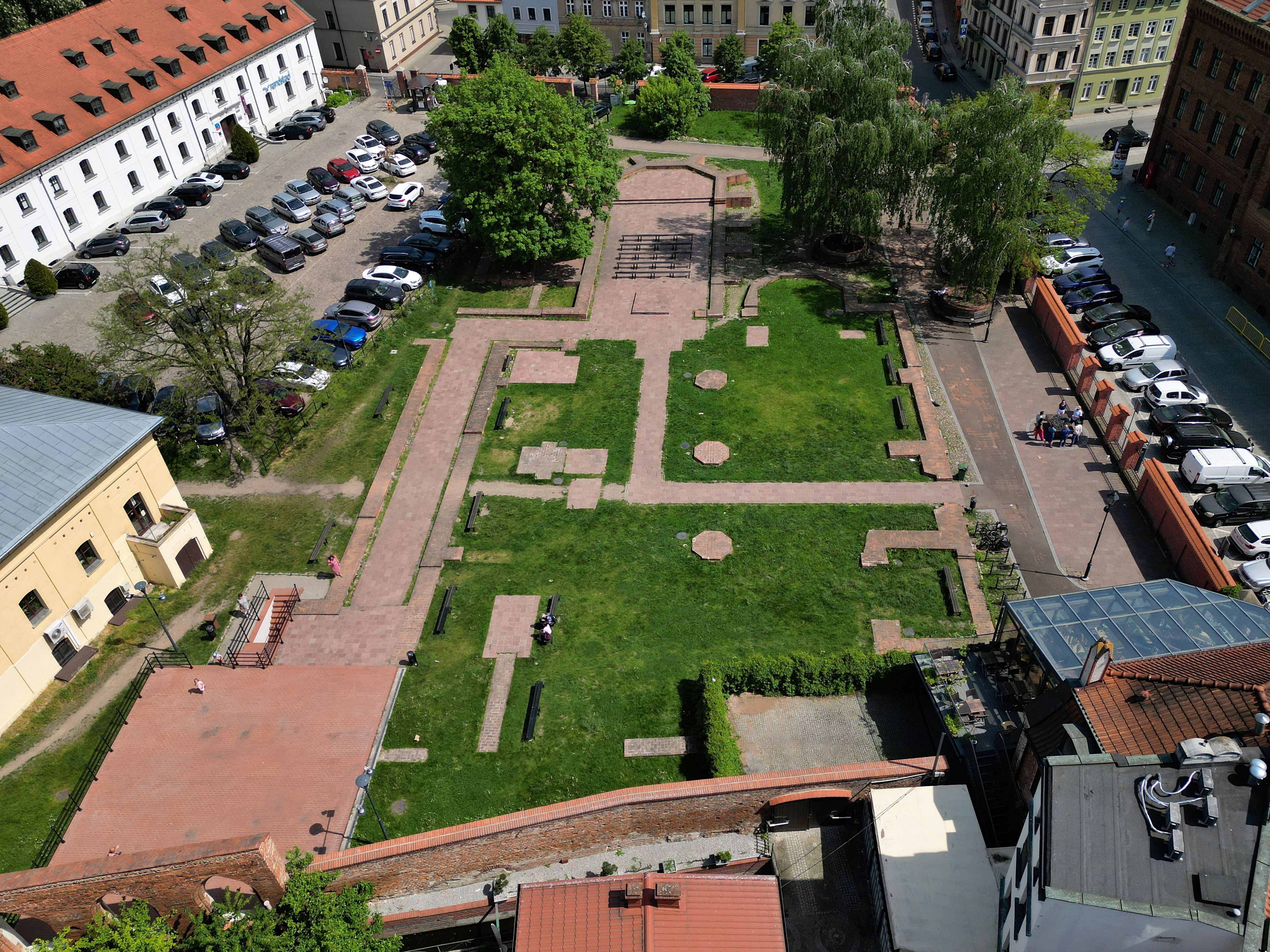
Pozostałości po rozebranym kościele św. Mikołaja

Kościół św. Mikołaja – gotycki zespół klasztorny w Toruniu, wzniesiony w 1334 roku, rozebrany w pierwszej połowie XIX w. Była to największa budowla toruńskiego Nowego Miasta.
Kościół św. Mikołaja był jedyną toruńską świątynią leżącą wewnątrz murów miejskich, która poprzez cały okres reformacji pozostała w rękach Kościoła katolickiego i nie była użytkowana przez protestantów.
Znajdował się na obecnym placu Dominikańskim.

## Historia
Dominikanie zostali sprowadzeni do Torunia na podstawie przywileju wydanego 2 kwietnia 1263 roku przez wielkiego mistrza krzyżackiego Anno von Sangershausen. Otrzymali oni teren znajdujący się wtedy poza miastem. Gdy w 1264 roku lokowano Nowe Miasto Toruń, dominikanie znaleźli się w jego północno-zachodnim narożniku. Zajmowali działkę ograniczoną od południa i od wschodu dzisiejszymi ulicami Most Pauliński, Zaułek Prosowy i Dominikańską, a od północy i zachodu murami miejskimi. Kościół był budowany w latach 1263–1343. Świątynię powiększono w 1. poł. XIV wieku. Podczas prac wydłużono i zmieniono zamknięcie prezbiterium, a także rozbudowano korpus wzdłuż, wszerz i wzwyż.
Zabudowania były wielokrotnie uszkadzane w wyniku wojen, pożarów i uderzeń piorunów (m.in. bombardowania przez oblegające Toruń wojska polskie w 1658 roku oraz szwedzkie w 1703, pożary w 1423, 1685 i 1764 roku, oblężenia w czasie wojen napoleońskich w 1809 i 1813 roku). W 1819 roku klasztor uległ kasacji, rok później większość zakonników przeniosła się do Chełmna, w latach 1831–1834 w kościele urządzono magazyn, a w 1834 roku ostatecznie go rozebrano. Część płyt nagrobnych z wnętrza kościoła usunięto na początku XX wieku.

## Charakterystyka
Wygląd zespołu klasztornego jest znany wyłącznie dzięki trzem rysunkowym Georga Friedricha Steinera z 1743 roku oraz badaniom archeologicznym, a wyposażenie z nowożytnych inwentarzy konwentu. Kościół był dwunawową halą z wielobocznie zamkniętym, wydłużonym prezbiterium. Nieco węższa nawa południowa była od wschodu zakończona wielobocznie zamkniętą kaplicą św. Jacka. Nawy były nakryte wspólnym wysokim dachem dwuspadowym, podobnie jak prezbiterium. Od zewnątrz bryła budowli była opięta dwuskokowymi skarpami sięgającymi korony murów, w prezbiterium ustawionymi gęściej niż w korpusie. Pośrodku wschodniego szczytu korpusu wyrastała ośmioboczna wieżyczka, podobna do wieżyczek we wschodnim szczycie kościoła NMP.
Od północy do kościoła przylegał klasztor z kwadratowym krużgankiem arkadowym. Na podstawie zachowanych rysunków można stwierdzić, że budynki klasztorne były jeszcze przed rozbiórką w dużej części gotyckie, z wyjątkiem refektarza, który posiadał manierystyczną szatę zewnętrzną (boniowanie w dolnej części oraz szczyt wolutowy dekorowany pilastrami i sterczynami).
Wnętrze kościoła było bogato wyposażone – oprócz organów znajdowało się w nim 20 ołtarzy, a według inwentarza z 1738 roku również dziesięć grobowców i osiem nagrobków. Będące na wykończeniu organy, wykonywane przez Mateusza Brandtnera, zostały zniszczone podczas pożaru w 1685 roku. Po pożarze Brandtner wykonał nowe organy, które przetrwały do rozbiórki kościoła w 1833 roku. Część wyposażenia po rozbiórce trafiła do kościołów w Toruniu i okolicy, m.in. dwa krucyfiksy – Mistyczny i Czarny oraz Pasja dominikańska, trzynaście lub czternaście ołtarzy oraz naczynia liturgiczne kościoła św. Jakuba w Toruniu, relief ołtarzowy w kościele w Gostkowie, cztery ołtarze, część wystroju z innych ołtarzy, dębowe stale chórowe i obraz procesyjny do kościoła Najświętszej Marii Panny w Toruniu, ławki, fotel używany podczas uroczystości kościelnych oraz drewniana pozłacana ambona do kościoła św. Janów w Toruniu, konfesjonał i pozłacana figura św. Mikołaja do kościoła Podwyższenia Krzyża Świętego w Toruniu, części ołtarzy do kościoła w Złotorii, obrazy do kościołów w Chełmnie i Chełmży, elementy łuku tęczowego do kościoła św. Mikołaja w Kowalewie Pomorskim. Wyposażenie dawnego kościoła uległo później dalszemu rozproszeniu. Część wyposażenia trafiła do kościoła św. Wawrzyńca w Toruniu, zburzonego w 1824 roku. 17 gotyckich kwater witrażowych znajduje się w zbiorach Muzeum Okręgowego w Toruniu, monstrancja promienista z półfigurą św. Dominika znajduje się w zbiorach Muzeum Diecezjalnego w Pelplinie.
W miejscu zajmowanym dawniej przez klasztor powstał tzw. plac podominikański, otoczony murem z odkrytymi i wyeksponowanymi pozostałościami zespołu. W jego północnej części wzniesiono w XIX w. budynki na potrzeby Twierdzy Toruń – magazyn prowiantowy i piekarnię.
W XIII wieku powstała kaplica św. Dominika, gdzie mieścił się ołtarz z obrazem św. Dominika. W czasach nowożytnych zbudowano ołtarz na cześć św. Jacka Odrowąża. Od XVIII wieku kaplicą św. Marii Magdaleny opiekowały się odpowiednio: cech szmuklerzy, bractwo młodzieży kupieckiej, bractwo majstrów rzemiosła szewskiego oraz innych rzemiosł. W kaplicy św. Krzyża przechowywano relikwie Drzewa Krzyża Świętego. W 1785 roku w kościele mieściło się 21 ołtarzy, a w 1817 – 19.